# 312 (số)
312 (ba trăm mười hai) là một số tự nhiên ngay sau 311 và ngay trước 313.